# Geschichte des Skateboarding

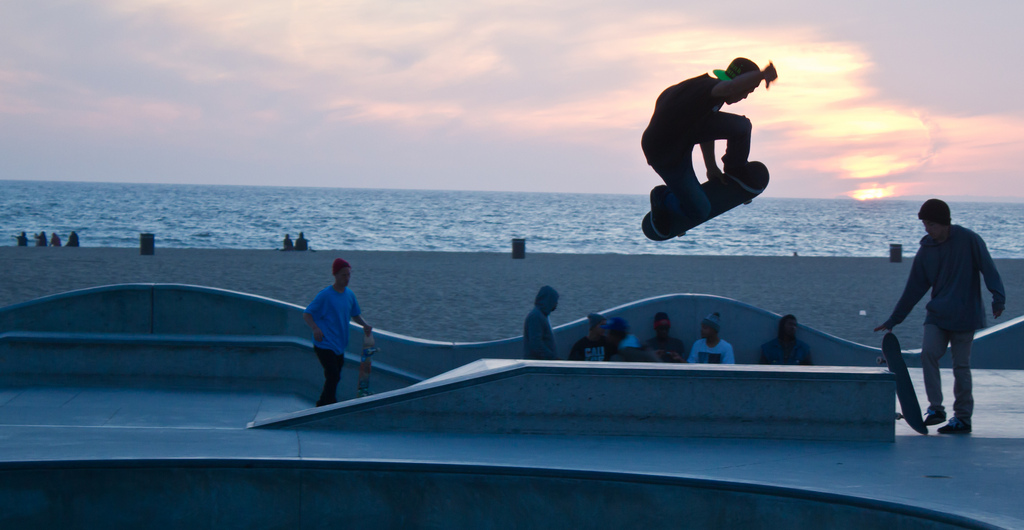
Skateboarder

Die Geschichte des Skateboardings begann in den 1950er Jahren an der Südwestküste Kaliforniens, als Surfer unter kleinen Surfbrettern Räder montierten. Ziel war dabei, die Surfbewegung auf der Straße nachzuahmen, wenn der Wellengang nicht günstig war. Der Prototyp des Skateboards hieß dementsprechend Asphaltsurfer.

## Anfänge des Skateboarding in Kalifornien
Der Asphaltsurfer war flacher, schmaler und kürzer als die späteren Skateboards und die Fahrmöglichkeiten waren begrenzt. Die Sunnyboys genannten Surfer an der Südküste Kaliforniens fuhren barfuß mit ihrem selbst gebauten Sportgerät auf Strandpromenaden.

## Weiterentwicklung in den 1960er Jahren
Anfang der 1960er Jahre wurde Skateboarding als eigenständige Sportart betrieben und vier Jahre später begann eine industrielle Skateboardproduktion. Erste Skateboardmagazine erschienen 1965 und in Anaheim (Kalifornien) fanden die ersten internationalen Skateboardmeisterschaften statt. Die ersten Skateboarddisziplinen waren Slalom sowie ein Freestyle, später kamen dann Downhill, Hoch- und Weitsprung hinzu. Um die Wettkämpfe reizvoller zu gestalten, wurden Parcours mit Schrägen und Rundungen verwendet.
In vielen Städten, öffentlichen Straßen, Wegen und Plätzen war das Skaten verboten. Daher suchten sich die Skater andere Orte, um unproblematisch skaten zu können. Genutzt wurden beispielsweise alte Swimmingpools mit gerundeten Seitenwänden. Damit entstand eine neue Bahn: die Vertikale. Mit genügend Schwung und Mut war es möglich die Wände bis zur Oberkante hinauf zu fahren.

## Aufschwung in den 1970er Jahren
Einen erwähnenswerten Aufschwung erhielt das Skateboarding in den 1970er-Jahren. Die bisher verwendeten metallenen Rollschuhrollen wurden durch Rollen aus Polyurethan ersetzt. Das führte zu einer besseren Bodenhaftung und ermöglichte höhere Geschwindigkeiten.
In den späten 1970er Jahren erlebte Südkalifornien eine starke Dürre. Leere Schwimmbäder in den Vorstädten wurden zu verdunsteten Spielplätzen für Skateboarder – und brachten explosivartig die Skateboarding-Szene in Gang. An vielen Orten der USA entstanden Skateparks, Betonlandschaften mit speziellen Skatingpools. Bei diesen Skateparks waren die Seitenwände höher als bei den bisher verwendeten Swimmingpools, sie waren bei jungen Leuten sehr beliebt und besser für das Fahren geeignet.
Das Pool- oder Vertikalskateboarding wurde bald zur populärsten und spektakulärsten Skateboarddisziplin, was durch akrobatische Elemente unterstützt wurde. Die Bretter wurden ein ganzes Stück breiter gebaut (bis zu 25 cm statt 19 cm). Dadurch wurde die Standfestigkeit des Skaters vergrößert und weitere Tricks ermöglicht.

## Durchbruch in Europa und Deutschland
Mitte der 1970er Jahre kam die Skateboardwelle nach Europa. Dabei wurden die Disziplinen Slalom, Hochsprung und eine Art Freestyle übernommen. Als Sportart war das Skateboarding jedoch nicht anerkannt, es blieb zunächst eine Modeerscheinung.

Logo des Banzai-Teams

Ab 1974 wurde Skateboarding in München durch amerikanische GIs eingeführt. Karl Heinz „Lullu“ Magnus aus München war der deutsche Skateboard-Pionier. Er und sein Banzai-Team machten mit Show-Auftritten Skateboarding in ganz Europa bekannt. In einem von ihm promoteten Vertrieb wurden die ersten Skateboards in Deutschland angeboten und in ganz Europa verkauft.
1977 kamen die ersten Zeitschriften und das erste Lehrbuch zum Skateboarding auf den Markt. Die ersten Skateboardprofis stammten aus Süddeutschland. Die ersten Skateparks entstanden in München, Schweinfurt und Weiden. München entwickelte sich in dieser Zeit zur Hochburg des Skateboardings. Hier wurden auch die ersten Meisterschaften ausgeführt. So fand z. B. am 20. November 1977 die Bayerische Skateboard-Parallelslalommeisterschaft statt. Im Jahr 1978 folgte die erste Deutsche Skateboardmeisterschaft. Danach kamen Europameisterschaften in ganz Europa, so in Zürich, in Sankt Peter in der Au (Österreich) und auch in München. Der Dachverband der deutschen Skateboardfahrer (DDS) und die European Skateboard Association wurden von Lullu Magnus 1977 in München gegründet, lösten sich aber bereits 1978 wieder auf, als viele Skater und auch Lullu Magnus auf das aufkommende Rollerskating umstiegen und die Organisation beider Sportarten vom Deutschen Rollsport Bund übernommen wurde.
Dem fiktiven Dokumentarfilm This Ain’t California ist zu entnehmen, dass Titus Dittmann die ersten Skateboards von Kalifornien in Reisetaschen nach Münster schmuggelte. Er baute in der Bundesrepublik ein kleines Skateboard-Imperium auf, war der erste Hersteller von Skateboards in Deutschland und Ausrichter des größten Skateboardwettbewerbs in Europa, des Münster Monster Mastership. Die Skateboardelite Amerikas und Westeuropas kam jedes Jahr nach Münster zum Wettkampf. Es erschienen dazu sogenannte Monster Magazine, in denen unter anderem Tricks beschrieben wurden.
Ende des Skateboarding in den USA in den 1980er Jahren?
Anfang der 1980er-Jahre verschwand das Skateboarding schlagartig, Skateparks schlossen, die Produktion für Boards wurde eingestellt und Skateboardmagazine erschienen nicht mehr, da der neue Trend Rollerskating zur starken Konkurrenz wurde. Jedoch ließen sich einzelne Skateboardfreaks nicht von dem Trend beeinflussen, sie veröffentlichten weiterhin Zeitschriften, führten Wettkämpfe durch und erfanden weitere Tricks. Diesen Skatern ging es nicht darum von künstlichen Anlagen, wie Halfpipes abhängig zu sein, sondern Stufen, Schrägen, Bänke und Geländer zu nutzen und die Tricks dort anzuwenden. Sie übernahmen Elemente des Vertikalskatings und übertrugen diese auf die Straße. Dadurch entstand das Streetskating, aus dem sich eine zweite Wettkampfdisziplin entwickelte: das Streetstyle.
Weiterer Aufschwung in USA und Deutschland
Die Halfpipe und das Streetskating waren Mitte der 1980er-Jahre die Auslöser für einen zweiten Skateboardaufschwung. Zu den beiden neuen Disziplinen kam noch eine weitere hinzu, die Miniramp, welche zahlreiche neue Tricks mit sich brachte. In den USA etablierte sich Skateboarding nun endgültig als Wettkampfsport, was durch eine größere Publikumsresonanz bestätigt wurde. Stars der amerikanischen Skateboardszene waren Tony Hawk, Stacy Peralta, Rodney Mullen, Duane Peters, Steve Caballero, Mike McGill und Tony Alva.
1985 kam es auch in Deutschland zu einem erneuten Aufschwung des Skateboarding. Das Streetskating stieg zur Massensportart auf, die Wettkampfveranstaltungen hatten einen größeren Zulauf als je zuvor. Münster war nun die neue Hochburg des Skateboards. Seit 1982 findet dort jährlich der Münster Monster Mastership statt, der seit 1989 als offizielle Weltmeisterschaft gilt und von etwa 18.000 Zuschauern besucht wird. Der Star der deutschen Skateboardszene war in den 1980er-Jahren Claus Grabke.
Der bisher größte Skateboardcontest, Euroskate 88, fand 1988 in Prag statt, wo vor der Wende ost- und westdeutsche Skater zusammenkamen. Zahlreiche internationale Zuschauer besuchten die Wettkämpfe, ebenso wie Stars aus der ganzen Welt, beispielsweise Mark Gonzales.

## Film und Literatur
- This Ain’t California, Regisseur: Marten Persiel aus dem Jahr 2012.
- Esther Fischer-Homberger: Skaten und Arbeiten in der DDR, Beitrag im Journal 21 zur filmischen Darstellung des DDR-Rollbrettfahrers Denis Panik Panicek (Zugriff am 18. Februar 2014)